# L'Amour des femmes

L'Amour des femmes est un film suisse réalisé par Michel Soutter, sorti en 1981 dans le cadre de l'inauguration des nouveaux locaux de la Cinémathèque suisse.

## Fiche technique
- Titre : L'Amour des femmes
- Réalisateur : Michel Soutter
- Scénario : Madeleine Chapsal, Anne-Marie Miéville et Michel Soutter
- Dialogues : Michel Soutter
- Photographie : Hans Liechti
- Son : René Sutterlin
- Montage : Jean-Louis Gauthey et Nicole Lubtchansky
- Musique: Patrick Juvet
- Pays d'origine : Suisse
- Format : 35mm
- Genre : Fiction
- Durée : 90 minutes
- Date de sortie : 21 octobre 1981 (Lausanne, "Cinémathèque suisse")

## Distribution
- Jean-Marc Bory : Bruno
- Pierre Clémenti : Philippe
- Heinz Bennent : Manfred
- Jean-Pierre Malo : Paul
- Aurore Clément : Zoé
- Anne Bennent : la fausse Italienne
- Séverine Bujard : Sonia
- Anne Lonnberg : Hélène
- Hilde Ziegler : Inge